# Arklow-B-Klasse
Die Arklow-B-Klasse ist eine aus sechs Einheiten bestehende Küstenmotorschiffsklasse des Typs „Ferus Smit 8400“. Die Schiffe wurden auf der niederländischen Werft Ferus Smit für die irische Reederei Arklow Shipping gebaut.

## Beschreibung
Die Schiffe werden von einem Viertakt-Achtzylinder-Dieselmotor des Herstellers Caterpillar angetrieben. Die Motoren des Typs MaK 8M25 verfügen über 2.660 kW Leistung und wirken über ein Untersetzungsgetriebe auf einen Verstellpropeller. Die Schiffe erreichen damit rund 13 kn. Für die Stromerzeugung stehen zwei Sisu-Dieselmotoren mit jeweils 213 kW Leistung, die zwei Stamford-Generatoren antreiben, sowie ein Wellengenerator mit 389 kW Leistung (486 kVA Scheinleistung) zur Verfügung. Als Notgenerator wurde ein Dieselgenerator mit 90 kW Leistung verbaut. Die Schiffe sind mit einem elektrisch angetriebenen Bugstrahlruder mit 380 kW Leistung ausgestattet.
Das Deckshaus befindet sich im hinteren Bereich der Schiffe. Es ist für eine neunköpfige Besatzung eingerichtet. Vor dem Deckshaus befinden sich zwei Laderäume, die mit Stapellukendeckeln verschlossen werden. Die Lukendeckel werden mithilfe eines Lukenwagens bewegt. Die Laderäume sind 9,65 m hoch. Die Luke des vorderen Laderaums ist 34,86 m lang und 12,33 m breit, die des hinteren Laderaums ist 49,58 m lang und 12,33 m breit. Der vordere Laderaum ist auf 25,58 m boxenförmig. Im vorderen Bereich verjüngt er sich auf 9,28 m Länge auf 5,70 m Breite, im hinteren Bereich hat er etwas Unterstau. Der Rauminhalt beträgt 4.034,7 m³. Der hintere Laderaum ist auf 44,08 m boxenförmig. Im hinteren Bereich befindet sich auf 5,50 m Länge eine nach hinten ansteigenden Schräge. Der Raum kann mithilfe eines Schotts, das an fünf Positionen errichtet werden kann, weiter unterteilt werden. Der Rauminhalt beträgt 5.867,8 m². Die Tankdecke kann mit 15 t/m², die Lukendeckel können mit 1,75 t/m² belastet werden.
Die Schiffe wurden von der Werft mit Zwischendeck gebaut, die mit 3,5 t/m² belastet werden können. Die Reederei betreibt die Schiffe laut ihrer Schiffsbeschreibungen ohne Zwischendeck und mit nur einem Schott im Laderaum 2.
Die Schiffe verfügen über eine spitz zulaufende Bugform ohne Wulstbug, von der Werft als „Kanu-Bug“ bezeichnet. Diese soll zu einem verringerten Wasserwiderstand führen.
Der Schiffstyp wurde später zum Typ „Ferus Smit 8500-1A“ weiterentwickelt.

## Schiffe
| Arklow-B-Klasse | Arklow-B-Klasse | Arklow-B-Klasse | Arklow-B-Klasse                     |
| Bauname         | Baunummer       | IMO-Nummer      | Stapellauf Ablieferung              |
| --------------- | --------------- | --------------- | ----------------------------------- |
| Arklow Bank     | 409             | 9638769         | 15. November 2013 22. Januar 2014   |
| Arklow Bay      | 410             | 9638771         | 7. März 2014 10. April 2014         |
| Arklow Beach    | 411             | 9638783         | 6. Juni 2014 10. Juli 2014          |
| Arklow Beacon   | 412             | 9638795         | 19. September 2014 24. Oktober 2014 |
| Arklow Brave    | 413             | 9638800         | 12. Dezember 2014 29. Januar 2015   |
| Arklow Breeze   | 414             | 9638812         | 20. März 2015 24. April 2015        |

Die Schiffe fahren unter der Flagge der Niederlande mit Heimathafen Rotterdam.